# Brendan Dooling
Brendan Dooling (* 27. Januar 1990 in Brooklyn, New York City, New York) ist ein US-amerikanischer Schauspieler.

## Leben
Brendan Dooling wurde im Januar 1990 im New Yorker Stadtteil Brooklyn geboren. Seine Karriere begann er 2011 mit einer Synchronrolle in der Zeichentrickserie Chuggington. Danach war er in dem Fernsehfilm An Elf’s Story: The Elf on the Shelf und hatte einen Gastauftritt in Unforgettable. Seit Januar 2013 ist er neben AnnaSophia Robb in der The-CW-Fernsehserie The Carrie Diaries als Walt Reynolds zu sehen.

## Filmografie (Auswahl)
- 2011: Chuggington (Fernsehserie, Stimme)
- 2011: An Elf’s Story: The Elf on the Shelf (Stimme)
- 2012: Unforgettable (Fernsehserie, Episode 1x13)
- 2013: Paranoia – Riskantes Spiel (Paranoia)
- 2013: Breathe In
- 2013–2014: The Carrie Diaries (Fernsehserie, 2 Episoden)
- 2015: Demolition – Lieben und Leben (Demolition)
- 2016: Chicago P.D. (Fernsehserie, 1 Episode)
- 2017: Bull (Fernsehserie,  2 Episoden)
- 2017: Gone (Fernsehserie, 1 Episode)